# Tuoni (Band)
Tuoni ist eine finnische Metal-Band aus Lahti, die 2003 gegründet wurde.

## Geschichte
Die Band wurde Ende des Sommers 2003 von befreundeten Musikern gegründet. Ohne vorher zu proben, begab sich die Band ins Tonstudio, um die von dem Bassisten Tuomas Leinonen geschriebenen Songs aufzunehmen. Fast ein Jahr später erschien daraufhin die Single Ruusut Helvetin bei Loud Music, die Platz zehn der finnischen Singlecharts belegte. Zu diesem Zeitpunkt hatte die Gruppe noch keinen Auftritt absolviert. Die Veröffentlichung des Debütalbums war ursprünglich für den Herbst 2004 geplant, verzögerte sich jedoch. Die neun Lieder wurden über mehrere Monate Ende 2004 aufgenommen, abgemischt und gemastert, woraufhin Elävät & Kuolleet im Februar 2005 erschien. Die im selben Jahr ausgekoppelte Single Pois Minusta erreichte den zwölften Platz der finnischen Charts. Danach ging Tuoni bis Juli 2006 auf Tournee, ehe die Arbeiten zum nächsten Album begannen, wobei vor allem der Schlagzeuger und Sänger Aksu Hanttu an den Liedern schrieb. Im Herbst 2006 wurden Demoaufnahmen einiger Lieder angefertigt, ehe im späten Winter 2007 die Aufnahmen zum Album in den Grooveland Studios begannen. Im Anschluss ging die Band mit dem Live-Schlagzeuger Heikki Saari auf Tournee. Das Album wurde 2007 unter dem Namen Tuli Kulkee bei Ranka Recordings veröffentlicht, dem sich 2014 Kuolonpyörä über Playground Music Finland anschloss.

## Stil
In der Rezension zu Kuolonpyörä auf mesta.net wird die Band mit Turmion Kätilöt, Mokoma und Nicole verglichen.

## Diskografie
- 2004: Ruusut Helvetin (Single, Loud Music)
- 2005: Pois Minusta (Single, Ranka Recordings)
- 2005: Elävät & Kuolleet (Album, Ranka Recordings)
- 2007: Tuli Kulkee (Album, Ranka Recordings)
- 2014: Kuolonpyörä (Album, Playground Music Finland)